# Campeonato de fútbol LPR
El Campeonato de Fútbol de la República Popular de Lugansk (Чемпионат Луганской Народной Республики по футболу en ruso) es un torneo de fútbol semiprofesional  entre los equipos de la autoproclamada República Popular de Lugansk . Se lleva a cabo bajo los auspicios de la Unión de futbol de Lugansk en el territorio controlado por la RPL. 
La liga no está afiliada a FIFA o UEFA,pero si a la ConIFA, para 2023 se espera la creación de la Conifa Champions league, dónde cada liga resivira 1 o 2 cupos. El primer torneo comenzó el 6 de junio de 2015.

## Historia
El 4 de octubre de 2014, se creó la Unión de Fútbol de Lugansk en la LPR. Para organizar la LFU, se llevó a cabo una reunión, a la que asistieron tanto los líderes de la LPR ( Oleg Akimov ) como varias personas cercanas al campo deportivo, simpatizantes de la LPR: Entrenador de Honor de Ucrania Vladislav Glukharev, Presidente de la Asociación de la Comunidad Deportiva de la Región de Lugansk Pavel Voikov, Alexander Zhuravlev , el entrenador de honor de Ucrania Valery Galustov , Vitaly Rudnitsky (ucraniano) ruso. ... El alcalde de Lugansk, Manolis Pilavov, se convirtió en el presidente de la Unión y Yury Malygin en el director general . La tarea de la nueva estructura fue la celebración del campeonato y la copa LPR, y la creación de la selección nacional LPR, que jugó el primer partido en las canchas de la república en noviembre de 2014 con el equipo Gornyak (Rovenki)

## Historial de campeonatos
Desde el 2015 hasta la actualidad el torneo se juega de manera ininterrumpida.

#### Temporada 2015
La primera temporada del campeonato comenzó el 6 de junio y terminó el 21 de octubre, resultando ganador Zarya-Steel Lugansk con 53 puntos.
Se usó un formato de 4 vueltas a ida y vuelta, dónde el club con más puntos se consagraba campeón. Participantes: SC Zarya-Stal Lugansk, LSU Lugansk, FC Krasnodon, Gornyak Rovenki, Shakhtar Sverdlovsk, Shakhtar Krasny Luch. Seis equipos celebraron un torneo de 4 rondas. El 11 de julio, el juego del campeonato se transmitió en vivo por primera vez. El partido del líder, Zari-Stal, contra la Universidad Estatal de Leningrado fue transmitido por el Primer Canal Republicano.
Para el 10 de mayo surgue la Copa LPR resultando ganador nuevamente Zarya-Steel Lugansk al ganar en la final 6-1 al Shakhtar Sverdlovsk, de esta manera Zarya se consagraba el primer campeón del torneo.

#### Temporada 2016
La segunda temporada del campeonato comienza el 21 de mayo y finaliza el 15 de octubre resultando ganador Dalevets Lugansk..
Participantes: Dalevets Lugansk,Gornyak Rovenki ,Spartak Lugansk,Shakhtyor Sverdlovsk,CSKA NM Perevalsk,Shakhtyor Krasny Luch,FC Bryanka y FC Stakhanov. 
Para esta temporada el formato cambia, siendo esta vez 2 vueltas para finalmente los 8 equipos ser divididos en 2 grupos ( grupo de campeonato y grupo de consolación ) , los 4 mejores jugarían entre sí, para finalmente el club con más puntos resultar campeón.
Para el 23 de abril se da comienzo a la copa LPR dónde el ganador resultaría CSKA NM Perevalsk tras derrotar a Spartak Lugansk 3-0.

#### Temporada 2017
Para la temporada 2017 se volvió al sistema de visita recíproca( ida y vuelta ), esta vez contando con un total de 9 participantes. El torneo inicio el 13 de mayo y finalizó el 7 de octubre resultando ganador nuevamente Dalevets Lugansk, de esta manera conseguía ser el primer bicampeón del campeonato.
Participantes: Dalevets Lugansk, Shakhtar Sverdlovsk, KrasnodonCoal Krasnodon, Spartak Lugansk, FC Stakhanov, Shakhtyor Krasny Luch,Gornyak Rovenki,JunTex Shakhtyor Antratsit y CSKA Bryanka.
El 24 de mayo inició la copa con un partido preliminar, el ganador de la copa resultó ser Dalevets Lugansk debido a que Spartak luganks se retiró de la copa, dándole la victoria a Dalevets.

#### Temporada 2018
Para esta temporada se usó el esquema usado en la temporada 2016 siendo al final de la fase regular  los 4 mejores y los 4 peores divididos en 2 grupos, el torneo inicio el 12 de mayo y culminó el 27 de octubre para finalmente ser campeón Shakhtar Sverdlovsk.
Participantes: Dalevets Lugansk, Shakhtar Sverdlovsk, KrasnodonCoal Krasnodon, FC Stakhanov, Gornyak Rovenki, YFS Alchevsk, LHCPE Lugansk y JunTex Shakhtyor Antratsit
El torneo de copa inició el 12 junio dónde el club ganador fue Dalevets Lugansk al vender 3-2 en penales a Shakhtar Sverdlovsk

#### Temporada 2019
Para la temporada 2019 vuelve el formato de visita recíproca ( ida y vuelta ) iniciando el 27 de abril y terminando el 28 de septiembre, donde el ganador resultó ser Zarya Academy Lugansk.
Participantes: Zarya Academy Lugansk, Gornyak Rovenki, Shakhtyor Sverdlovsk, KrasnodonCoal Krasnodon, Gornyak-2 Rovenki, Metallurg Alchevsk, FC Stakhanov, Niva Seleznyovka, LHCPE Lugansk y FC Lutugino.
Para está temporada Dalevets Lugansk cambia de sede y de nombre como Zarya Academy Lugansk, de esta manera el mejor club de la liga desaparece.
La copa de la liga inicio el 15 de junio finalizando el 12 de octubre, el ganador resultó Shakhtar Sverdlovsk tras vencer 2-1 a Zarya Academy Lugansk.

#### Temporada 2020
La temporada 2020 dio inicio el 27 de junio y terminó el 17 de octubre con Gornyak Rovenki siendo campeón.
Participantes: Dalevets Lugansk, FC Stakhanov, KrasnodonCoal Krasnodon, LHCPE Zarya Academy Lugansk, Metallurg Alchevsk, Gornyak Rovenki, KrasnodonCoal Krasnodon y Shakhtyor Sverdlovsk.
Para está temporada un grupo de inversionistas decidió refundar a Dalevets Lugansk, para así revivir al mejor club de la región.
La copa inició el 25 de julio para finalmente el 19 de septiembre resultar campeón Shakhtar Sverdlovsk tras derrotar 4-2 a KrasnodonCoal Krasnodon.

#### Temporada 2021
El torneo dio inicio el 29 de mayo y finalizó el 2 de octubre, se usó el formato a visita recíproca (ida y vuelta) el club campeón fue Shakhtar Sverdlovsk.
Participantes
Shakhtar Sverdlovsk, Dínamo Krasnodon, Gornyak Rovenki, Dalevets Lugansk, Metallurg Alchevsk, LHCPE Zarya Academy Lugansk y FC Stakhanov.
La copa inició el 5 de junio siendo campeón Dínamo Krasnodon tras vencer 2-1 a Gornyak Rovenki en la final.

## Palmarés
| temporada | Campeón               | Subcampeón              |
| --------- | --------------------- | ----------------------- |
| 2015      | Zarya-Steel Lugansk   | Gornyak Rovenki         |
| 2016      | Dalevets Lugansk      | Spartak Lugansk         |
| 2017      | Dalevets Lugansk      | Shakhtar Sverdlovsk     |
| 2018      | Shakhtar Sverdlovsk   | KrasnodonCoal Krasnodon |
| 2019      | Zarya Academy Lugansk | Gornyak Rovenki         |
| 2020      | Gornyak Rovenki       | Shakhtar Sverdlovsk     |
| 2021      | Shakhtar Sverdlovsk   | Dinamo Krasnodon        |

#### Títulos por club
| Club                                       | Títulos    | Subcampeonatos |
| ------------------------------------------ | ---------- | -------------- |
| Shakhtar Sverdlovsk                        | 2018,2021  | 2017, 2020     |
| Dalevets Lugansk                           | 2016, 2017 |                |
| Gornyak Rovenki                            | 2020       | 2015,2019      |
| Zarya-Steel Lugansk                        | 2015       |                |
| Zarya Academy Lugansk                      | 2019       |                |
| Dínamo Krasnodon( KrasnodonCoal Krasnodon) |            | 2018,2021      |
| Spartak Lugansk                            |            | 2016           |